# گریت کلیفتون
گریت کلیفتون (به انگلیسی: Great Clifton) یک روستا و محله مدنی در بریتانیا است که در الیردال واقع شده‌است. گریت کلیفتون ۱٬۱۱۴ نفر جمعیت دارد.